# Mathay
Mathay est une commune française située dans le département du Doubs, la région culturelle et historique de Franche-Comté et la région administrative Bourgogne-Franche-Comté.
Les habitants de Mathay sont appelés les Mathéens et Mathéennes.

## Géographie

### Description

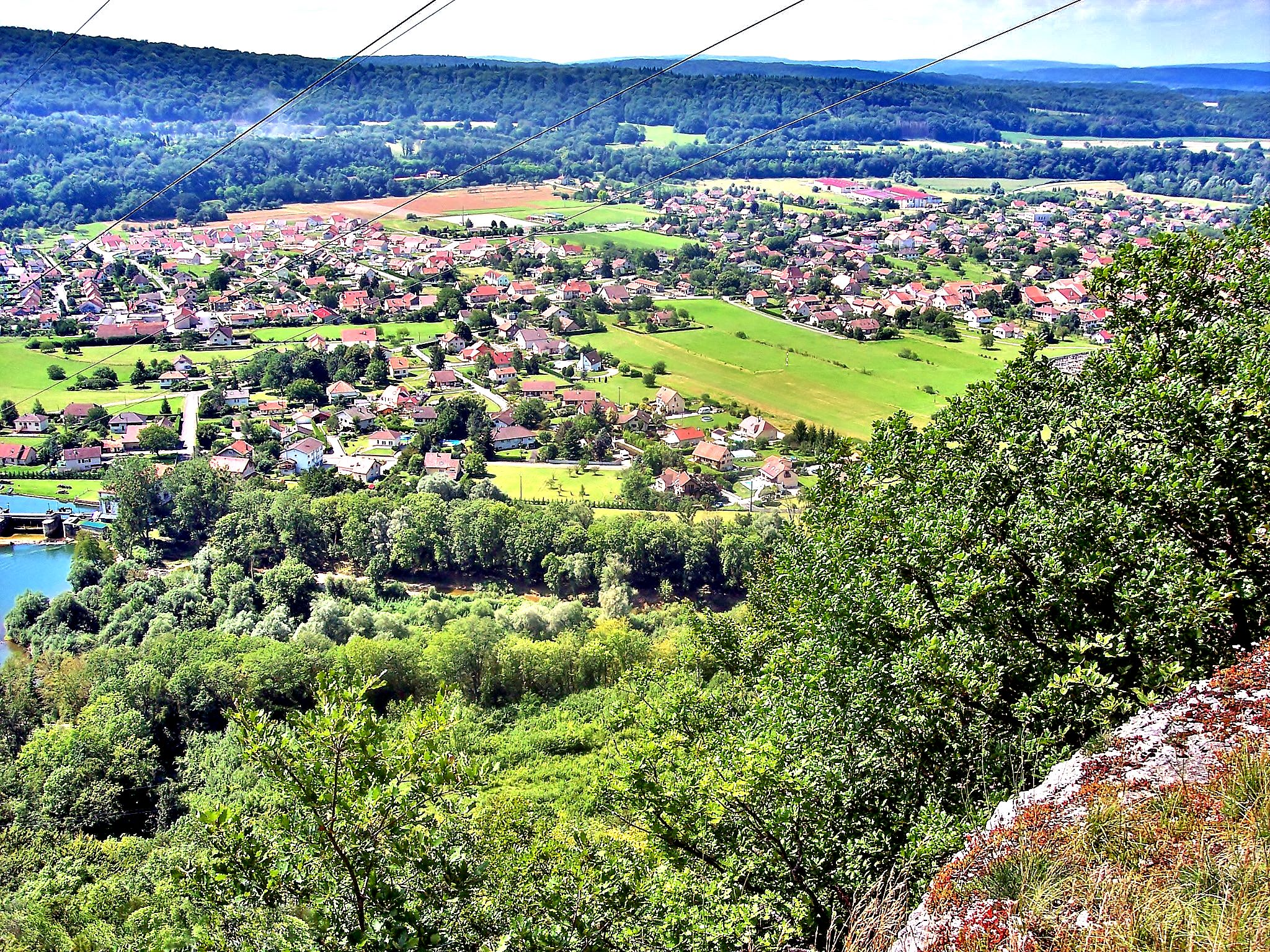
Panorama sur Mathay, depuis le belvédère des Roches

Mathay est située le long du Doubs. Elle fait face à Mandeure, l’antique Epomanduodurum romaine.

### Communes limitrophes

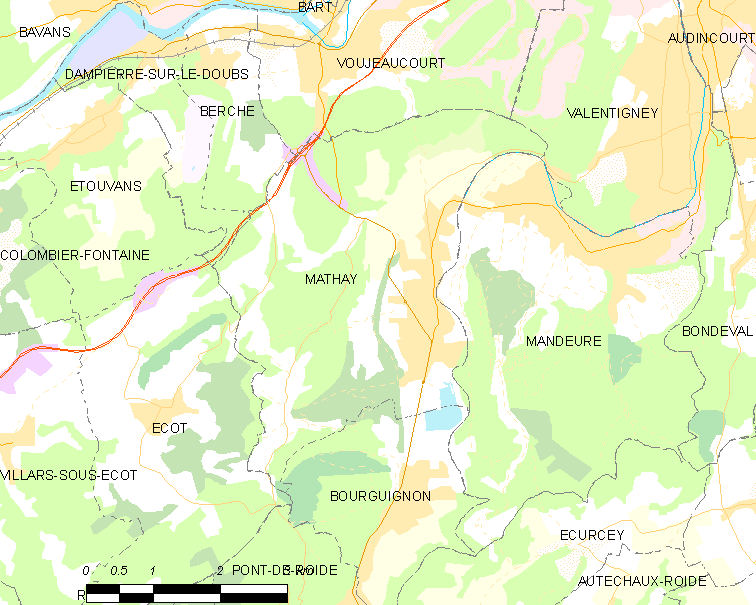
Carte de la commune de Mathay et des proches communes.

### Climat
Pour des articles plus généraux, voir Climat de la Bourgogne-Franche-Comté et Climat du Doubs.
En 2010, le climat de la commune est de type climat de montagne, selon une étude du Centre national de la recherche scientifique s'appuyant sur une série de données couvrant la période 1971-2000. En 2020, Météo-France publie une typologie des climats de la France métropolitaine dans laquelle la commune est dans une zone de transition entre le climat semi-continental et le climat de montagne et est dans la région climatique  Jura, caractérisée par une forte pluviométrie en toutes saisons (1 000 à 1 500 mm/an), des hivers rigoureux et un ensoleillement médiocre. 
Pour la période 1971-2000, la température annuelle moyenne est de 10 °C, avec une amplitude thermique annuelle de 17,2 °C. Le cumul annuel moyen de précipitations est de 1 325 mm, avec 12,6 jours de précipitations en janvier et 10,5 jours en juillet. Pour la période 1991-2020, la température moyenne annuelle observée sur la station météorologique de Météo-France la plus proche, « Medière », sur la commune de Médière à 14 km à vol d'oiseau, est de 11,5 °C et le cumul annuel moyen de précipitations est de 1 105,2 mm. 
La température maximale relevée sur cette station est de 40,2 °C, atteinte le 24 juillet 2019 ; la température minimale est de −17 °C, atteinte le 5 février 2012,,. 
Les paramètres climatiques de la commune ont été estimés pour le milieu du siècle (2041-2070) selon différents scénarios d'émission de gaz à effet de serre à partir des nouvelles projections climatiques de référence DRIAS-2020. Ils sont consultables sur un site dédié publié par Météo-France en novembre 2022.

## Urbanisme

### Typologie
Au 1er janvier 2024, Mathay est catégorisée ceinture urbaine, selon la nouvelle grille communale de densité à 7 niveaux définie par l'Insee en 2022.
Elle appartient à l'unité urbaine de Montbéliard, une agglomération inter-départementale dont elle est une commune de la banlieue,. Par ailleurs la commune fait partie de l'aire d'attraction de Montbéliard, dont elle est une commune de la couronne,. Cette aire, qui regroupe 137 communes, est catégorisée dans les aires de 50 000 à moins de 200 000 habitants,.

### Occupation des sols
L'occupation des sols de la commune, telle qu'elle ressort de la base de données européenne d’occupation biophysique des sols Corine Land Cover (CLC), est marquée par l'importance des forêts et milieux semi-naturels (47 % en 2018), en diminution par rapport à 1990 (48,4 %). La répartition détaillée en 2018 est la suivante : 
forêts (45 %), prairies (22,3 %), zones urbanisées (11,8 %), terres arables (11,7 %), zones agricoles hétérogènes (4,3 %), milieux à végétation arbustive et/ou herbacée (2 %), eaux continentales (1,6 %), zones industrielles ou commerciales et réseaux de communication (1,4 %). L'évolution de l’occupation des sols de la commune et de ses infrastructures peut être observée sur les différentes représentations cartographiques du territoire : la carte de Cassini (XVIIIe siècle), la carte d'état-major (1820-1866) et les cartes ou photos aériennes de l'IGN pour la période actuelle (1950 à aujourd'hui).

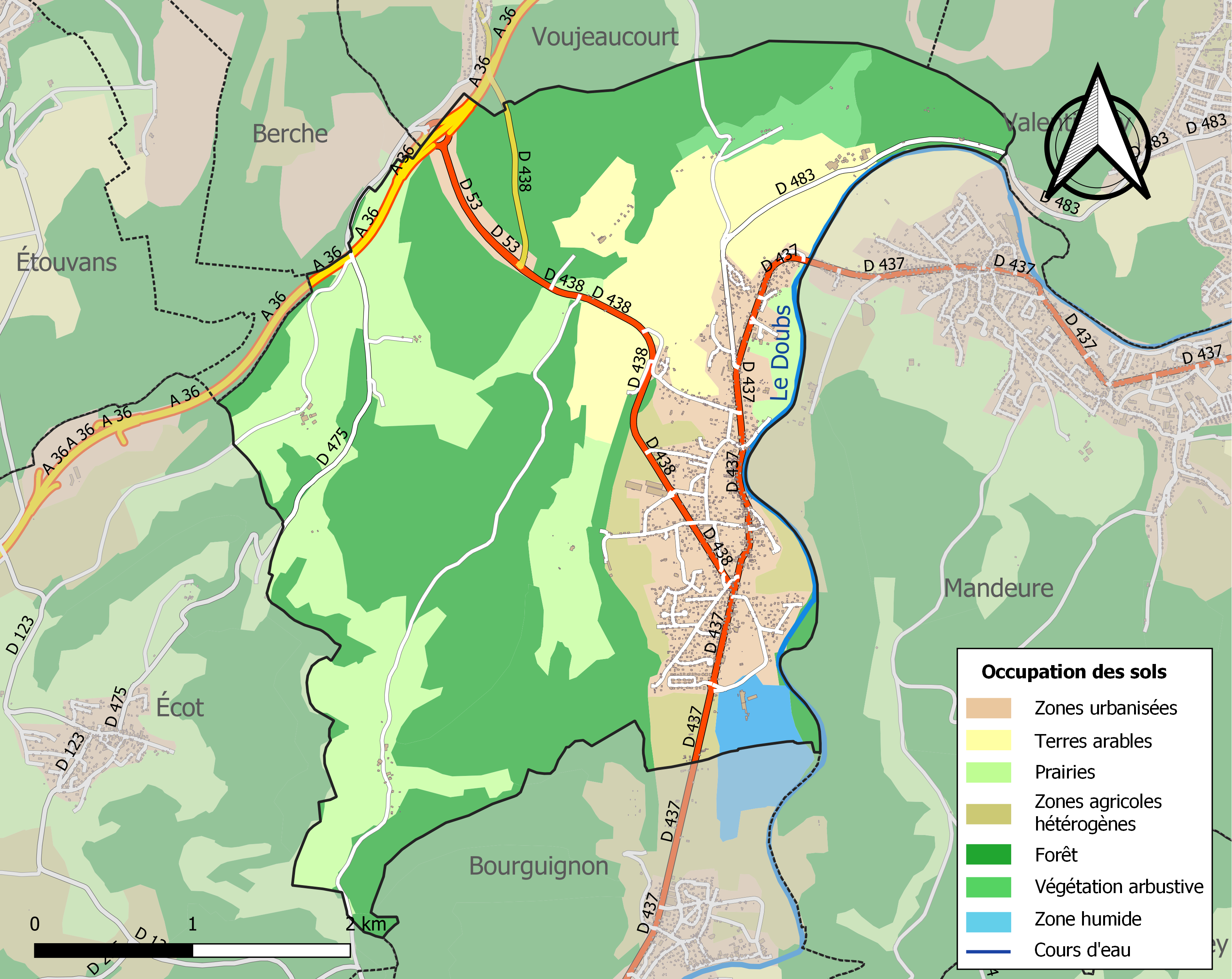
Carte des infrastructures et de l'occupation des sols de la commune en 2018 (CLC).

## Toponymie
Ecclesiam S. Petri Majestaris en 1143 ; Maste en 1148 ; et 1162 ; Le vaul d'Amastes en 1283 ; Mathey en 1337 ; Mastay en 1371 ; Malthay en 1422 ; Mathay depuis 1529.
La première mention de Mathay apparaît dans une bulle du pape Celesin II en 1143 sous le nom de Majesta, dans laquelle celui-ci confirme les biens de l'abbaye de Baume-les-Dames : Ecclesiams S.Petri Majestatis ; Ecclesiam sancti Symphoriani, .... Dans l'arrêt de 1162] de Frédéric Barberousse Mathey est nommé Maste et Meste. Au XIVe siècle c'est Matelum et aux XVe et XVIe siècles il est fait mention de Mata ou Mautta. Le nom semble d'origine celtique et signifierait belle rivière (de mat = beau et ta = eau ou rivière). De nombreux vestiges romains découverts dans l'enceinte du village le désignent comme contemporain de Mandeure (Epomanduodurum) à cette époque.

## Histoire

### La dame de Mathay

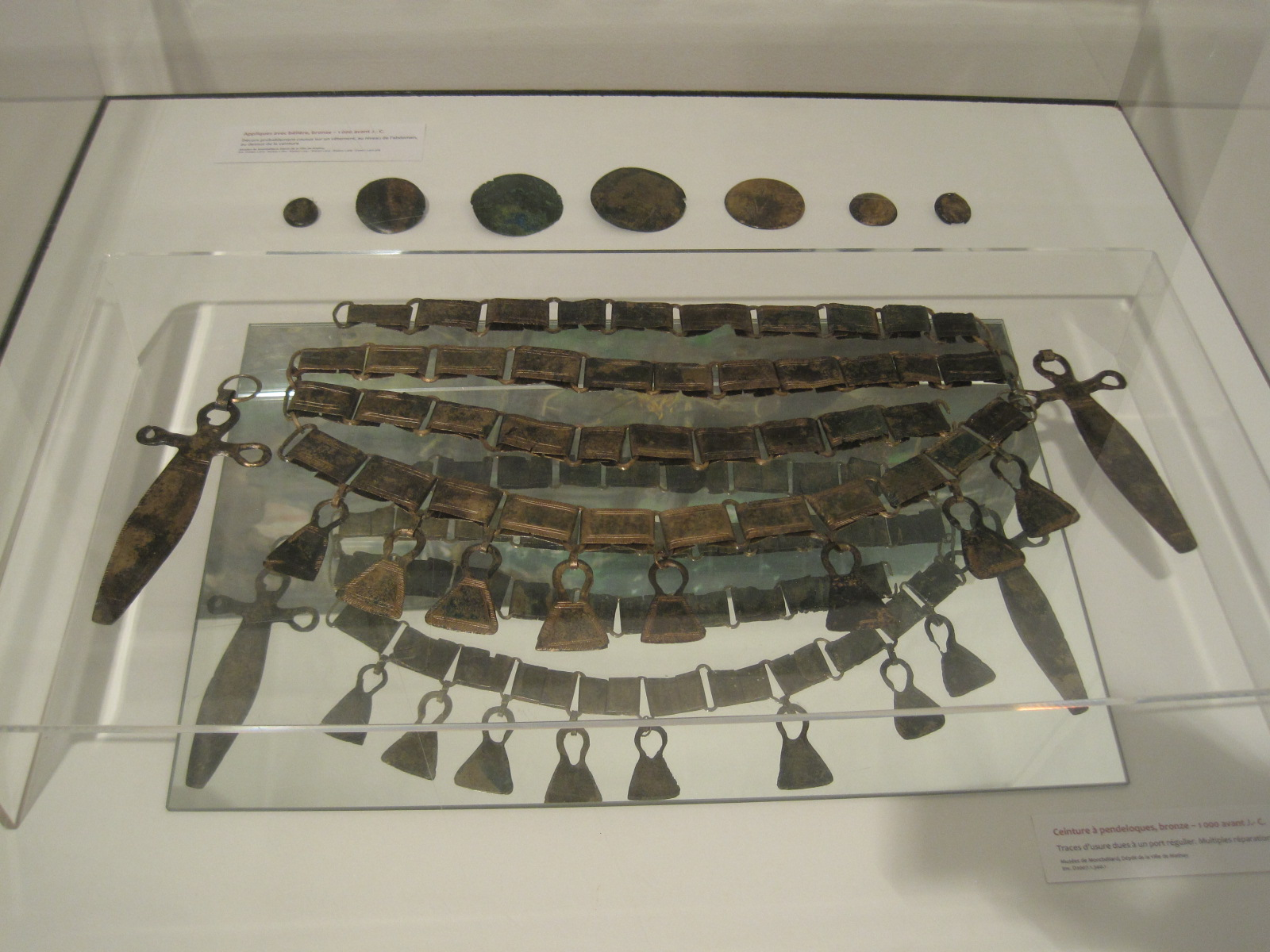
Ceinture à pendeloques en bronze, issue du dépôt de Mathay, env. 1000 av. J.-C. au musée du château de Montbéliard.

Au « Bois des Loschières » a été découvert un dépôts d'objets en bronze, de l'Âge du Bronze qui est l'un des plus importants pour la période du Bronze final en Europe. Il est composé de plus de 2600 objets, dont 1000 perles en verres et 950 anneaux de bronze. L'ensemble est représentatif d'un costume féminin ostentatoire (ceinture à maillons de bronze, bracelets, « diadèmes », ornements de coiffure plaqués d'or, colliers, d’ambre et d’or... ) et est comparable à la, plus populaire, dame de Blanot.

### La prévôté de Mathay
La seigneurie de Mathay du fait de sa position défendait l'entrée des montagnes du comté de Bourgogne, elle regroupait une vingtaine de villages et sa forteresse était un tribunal où siégeait le seigneur de Neuchâtel lorsqu'il y convoquait chaque année les magistrats et maires de la juridiction.
Le village était le siège de la prévôté de Mathay détenue par les seigneurs de Neuchâtel-Bourgogne, à ce titre ils reçoivent en 1306 l'hommage des nobles possédant les terres la constituant (de Bavans à Pont-de-Roide-Vermondans et englobant Bourguignon et Écot).
Les habitants déclarèrent à cette séance de tenue d'un plaid (assemblée sur le modèle germanique) qu'ils gardaient les usages et les coutumes institués depuis longtemps par les abbesses de Baume-les-Dames (il semble que l'abbaye la possédait depuis le VIe siècle, à cette occasion il est fait mention de la Pooté de Mathay, dérivée du latin potestas ou proepositura), à cet effet ils soulignèrent qu'ils étaient soumis à la juridiction de leur prévôt et de leur maire, que le plaid se tiendrait deux fois par an, que la justice ne pouvait être rendue qu'à cette occasion, que s'ils devaient plaider devant une justice étrangère ils devaient être assistés de leur prévôt et du maire, que tous les habitants des villes de la prévôté y avaient droit de vote, qu'ils choisissaient eux-mêmes les gardes forestiers, qu'ils n'étaient pas taillables mais seulement corvéables, qu'ils n'étaient pas soumis au lost (service militaire à pied), ni à la chevaulchie (service à cheval), ni au guet, ni à la garde, qu'ils pouvaient s'assembler quand ils le voulaient, qu'en cas d'homicide ils pouvaient se réfugier au château de Neuchâtel (le seigneur devait accueillir le fugitif moyennant soixante sous et ce dernier pouvait trouver un accord avec les plaignants allant jusqu'au duel), qu'en échange de la garantie de ces libertés et de la possibilité de retrait dans la forteresse de Neuchâtel en cas de guerre ils étaient obligés à l'entretien du château de Neuchâtel, du gîte aux chiens du seigneur et soumis aux lois de Neuchâtel pour la chasse (qui n'était permise qu'après l'obtention d'une licence), la libre circulation sur les chemins et le bornage des terres (il était courant que les bornes soient déplacées lors des successions), qu'enfin ils étaient libres de sortir de la prévôté,.

### La forteresse
Au sud-est du village, à peu de distance de l'église, sur une petite éminence se dressait le château de Mathay, composé d'une cour rectangulaire cernée de bâtiments sur tous les côtés. Des tours rondes et massives protégeaient trois des côtés de la muraille d'enceinte de 6 mètres d'épaisseur, le quatrième côté était équipé d'un pont-levis que défendait une imposante tour entourée de fossés, elle-même accessible par un autre pont-levis. L'enceinte du château était bordée d'un fossé alimenté par une source qui jaillissait du château même. Au XVIIe siècle la forteresse sera détruite.

### LesNeuchâtel-Urtière
Avant leur arrivée, la prévôté de Mathay était administrée par les abbesses de Baume-les-Dames. En 1162, il est question de Thierry de Soye comme prévôt. Les abbesses eurent à s'en plaindre auprès de l'empereur Frédéric Barberousse en sa qualité de comte de Bourgogne, devant le comportement violent du prévôt envers les habitants ; le comte décréta le 8 octobre de cette année qu'il prenait la prévôté sous sa protection et en éloignait Thierry de Soye.
Se méfiant de la puissance que donnait le titre de prévôt, les abbesses ne le transmirent pas tout de suite aux seigneurs de Neuchâtel-Bourgogne, ce n'est qu'en 1301 qu'ils purent enfin porter le titre de prévôt et vicomte de Baume-les-Dames. La charte stipule : que le noble Thiébaud seigneur de Neuchâtel, écuyer, se déclare homme et féal de l'abbaye de Baume-les-Dames, et jure fidélité aux abbesses et religieuses assemblées en chapitre. Il reconnaît qu'il tient en fief de ces religieuses le titre de prévôt et la prévôté des terres de Mathay, d'Ecot, de Villars, de Luxelans, de Châtel-Saint-Marie, de Bourguignon, de Vermondans, de Bavans et tous les droits du monastère de Baume. Il s'oblige à se rendre à Baume à chaque élection d'abbesse pour garder les religieuses et les défendre de toute contrainte et violence en se tenant à la porte où l'élection serait faite. Peu de temps après Thiébaud IV de Neuchâtel-Bourgogne a soin de faire distinguer les droits de la vicomté de Baume-les-Dames et de la prévôté afin de pouvoir les transmettre séparément à ses enfants.
Ainsi le seigneur de Neuchâtel portait le titre de vicomte, c'est-à-dire de lieutenant du comte de Bourgogne pour ce qui concernait la justice et le commandement des troupes ; en même temps il était convenu que les habitants seraient administrés par un prévôt et à partir du XIVe siècle il sera adjoint un maire. À partir de 1331 le seigneur de Neuchâtel obtenait la suzeraineté de la totalité de la prévôté et s'affranchissait de ses devoirs de vassal auprès des abbesses de Baume-les-Dames.

### La création de la maison de Mathay
Elle appartenait à la maison de Famille de Saint-Mauris-en-Montagne. Dès le XIIIe siècle, Jean de Saint-Mauris dit "l'ainé", époux de Jeanne de Tramelay et fils de Richard II de Saint-Mauris, ainsi que Berchin de Saint-Mauris, son fils, se qualifiaient de sires de Mathay. Ils étaient issus d'une puissante famille comme en témoignent leurs armoiries ainsi que plusieurs tombeaux de cette maison dans l'église de Mathay dont celui de Jean de Mathay, chevalier. Cette famille était une branche de la maison de Saint-Mauris et pour s'en distinguer prendra le nom de Mathay à partir de Jean et Berchin de Saint-Mauris. D'ailleurs plusieurs d'entre eux prendront le surnom de Berchenet.
Les seigneurs de Mathay sont reçus dans la confrérie de Saint Georges, dont Claude de Mathay en 1571 et Gaspard en 1592. Le premier connu est Théodoric de Mathay qui, au XIIe siècle, se distingue comme bienfaiteur de l'abbaye de Lieu-Croissant, les armes étaient d'azur, à la mélusine de carnation, couronnée d'or, issante d'une cuve du même. Au XVIIe siècle la maison de Mathay s'éteint et est transmise à celle de Pouilly et de Charmoille.

## Politique et administration

### Liste des maires
| Période                                  | Période                       | Identité                                      | Étiquette | Qualité |
| ---------------------------------------- | ----------------------------- | --------------------------------------------- | --------- | --- |
| Les données manquantes sont à compléter. |                               |                                               |           | |
| mars 1977                                | En cours (au 11 juillet 2020) | Daniel Granjon Réélu pour le mandat 2020-2026 | UMP → LR  | Retraité Vice-président de la CA Pays de Montbéliard Agglomération (2014 → ) Réélu pour le mandat 2020-2026 |

## Population et société

### Démographie
L'évolution du nombre d'habitants est connue à travers les recensements de la population effectués dans la commune depuis 1793. Pour les communes de moins de 10 000 habitants, une enquête de recensement portant sur toute la population est réalisée tous les cinq ans, les populations de référence des années intermédiaires étant quant à elles estimées par interpolation ou extrapolation. Pour la commune, le premier recensement exhaustif entrant dans le cadre du nouveau dispositif a été réalisé en 2008.

En 2022, la commune comptait 2 131 habitants, en évolution de −1,62 % par rapport à 2016 (Doubs : +1,88 %, France hors Mayotte : +2,11 %).
| 1793 | 1800 | 1806 | 1821 | 1831 | 1836 | 1841 | 1846 | 1851 |
| ---- | ---- | ---- | ---- | ---- | ---- | ---- | ---- | ---- |
| 541  | 458  | 398  | 579  | 697  | 756  | 755  | 722  | 708  |

| 1856 | 1861 | 1866 | 1872 | 1876 | 1881 | 1886 | 1891 | 1896 |
| ---- | ---- | ---- | ---- | ---- | ---- | ---- | ---- | ---- |
| 630  | 664  | 708  | 722  | 689  | 717  | 635  | 672  | 640  |

| 1901 | 1906 | 1911 | 1921 | 1926 | 1931 | 1936 | 1946 | 1954 |
| ---- | ---- | ---- | ---- | ---- | ---- | ---- | ---- | ---- |
| 604  | 586  | 596  | 635  | 719  | 695  | 716  | 645  | 846  |

| 1962  | 1968  | 1975  | 1982  | 1990  | 1999  | 2006  | 2008  | 2013  |
| ----- | ----- | ----- | ----- | ----- | ----- | ----- | ----- | ----- |
| 1 172 | 1 360 | 1 482 | 1 634 | 1 960 | 1 988 | 2 119 | 2 156 | 2 162 |

| 2018  | 2022  | - | - | - | - | - | - | - |
| ----- | ----- | - | - | - | - | - | - | - |
| 2 149 | 2 131 | - | - | - | - | - | - | - |

### Enseignement
Mathay possède deux écoles : une élémentaire, Les Tilleuls, et une maternelle, La Petite Sirène.

### Équipements
Six établissements de santé sont présents à Mathay, parmi lesquels un cabinet dentaire, une clinique vétérinaire et un cabinet naturopathe. L'hôpital le plus proche est l'hôpital Nord Franche-Comté situé à Trévenans, dans le sud du Territoire de Belfort (département voisin),. La ville possède une bibliothèque municipale, avec plus de 3 000 livres disponibles.

## Économie
En 2019, dix commerces sont installés à Mathay, dont quatre concernent métier de bouche, ainsi que quinze artisans. La ville est le siège de quatre entreprises. Mathay accueille également une quinzaine d'associations, relevant des domaines sportifs, culturels et socio-économiques.

## Culture locale et patrimoine

### Lieux et monuments
- Église saints Pierre et Paul : l'édifice date de 1841, il se situe actuellement dans le diocèse de Belfort-Montbéliard, au sein de l'Ensemble de Paroisses n°36. Le curé est M. l'abbé Jean-Marie Duboz.
- Chapelle Saint-Symphorien.
- Chapelle Notre Dame des Champs

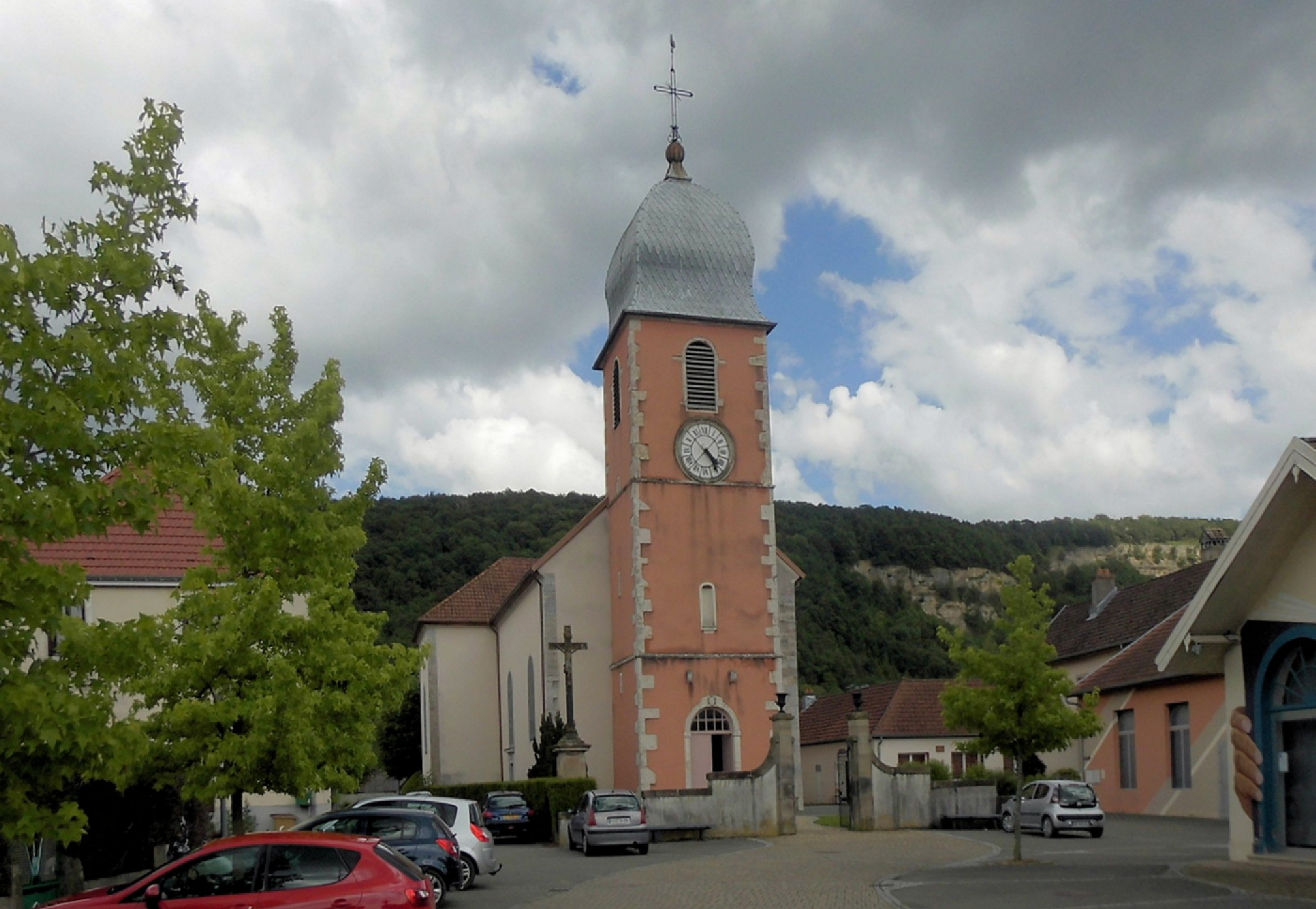
L'église Saint-Pierre et Saint-Paul.
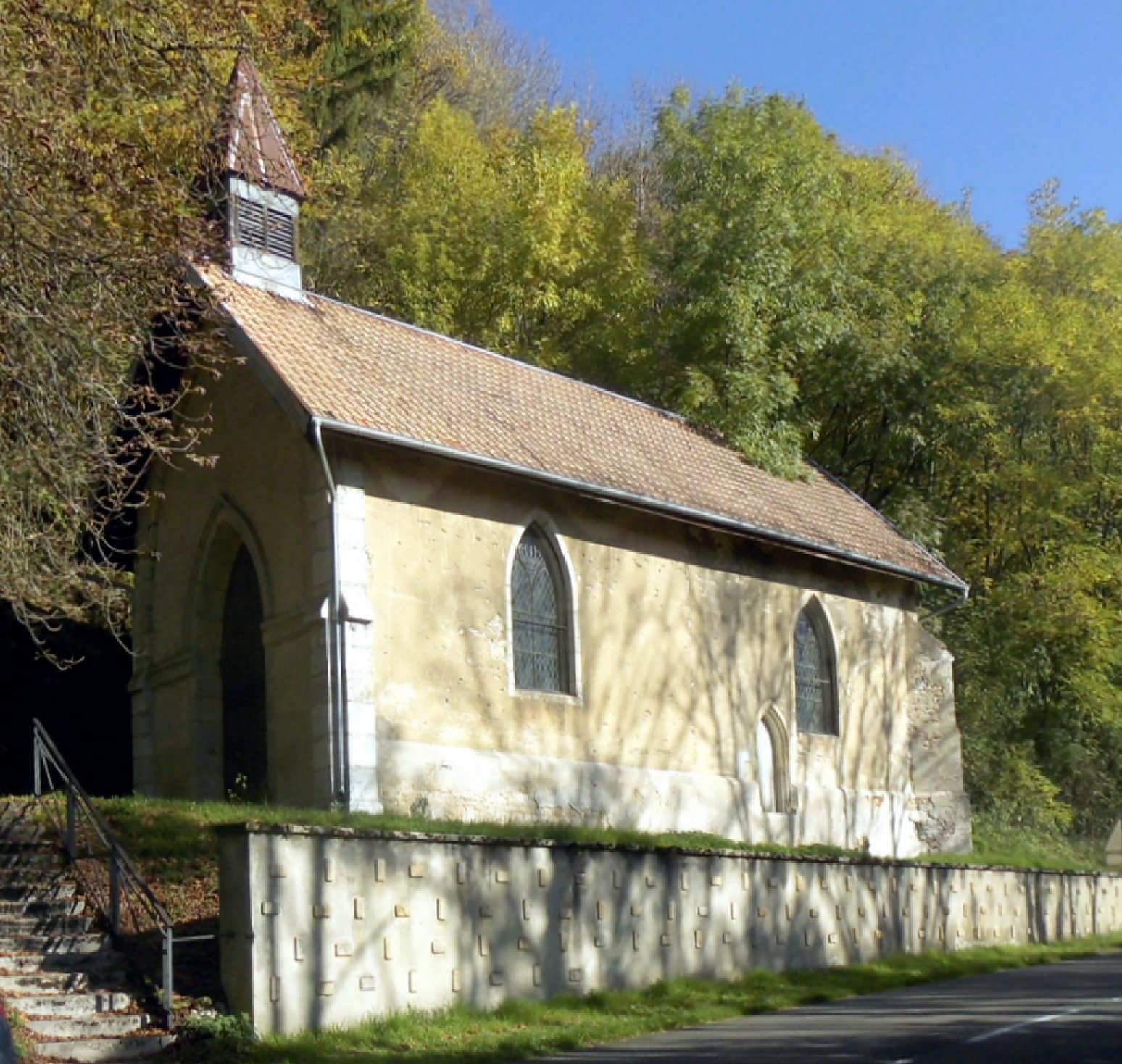
La chapelle de Saint-Symphorien.
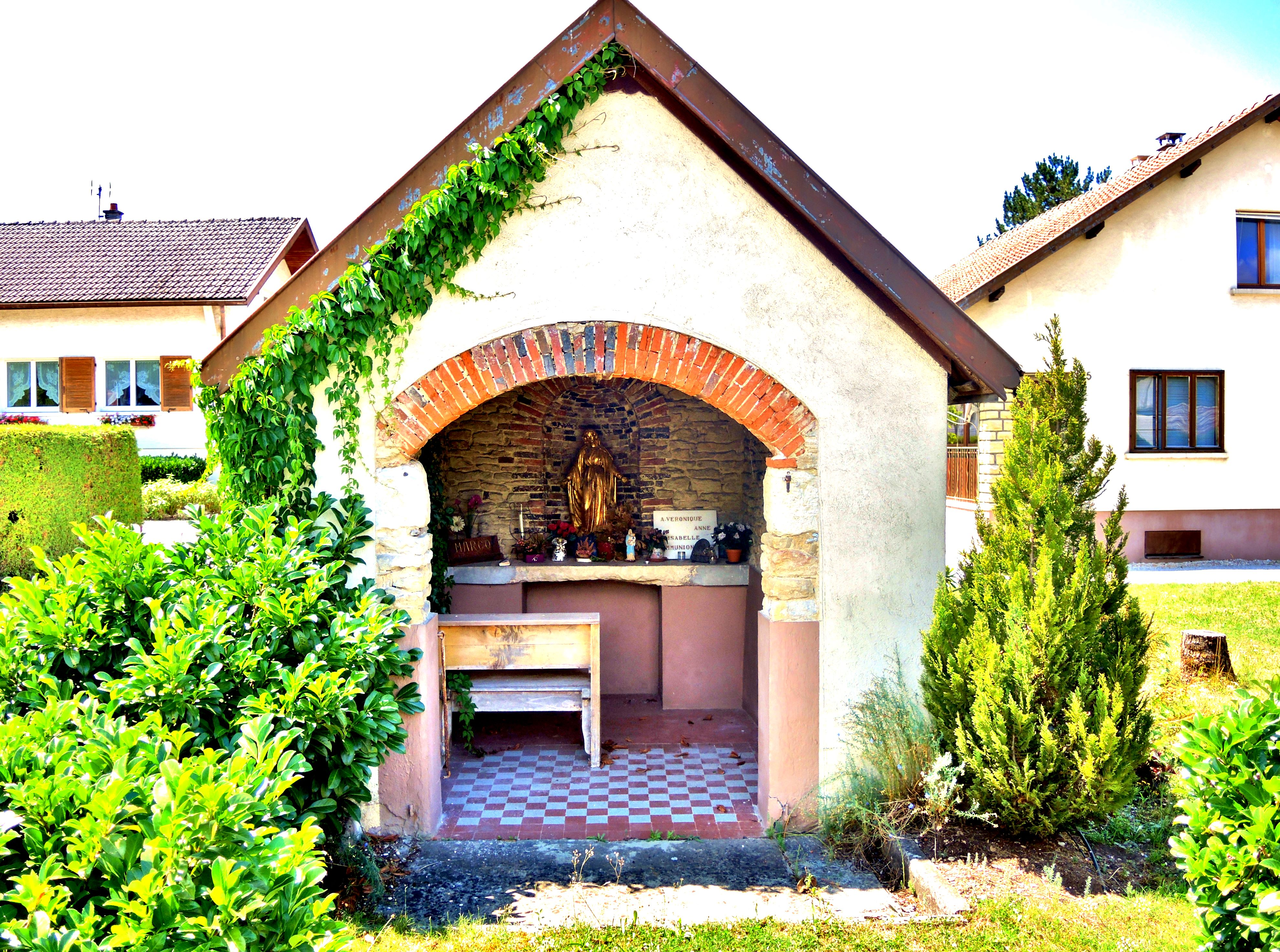
La chapelle Notre Dame des Champs.

### Personnalités liées à la commune
- Claude Quittet, footballeur français y est né.

## Héraldique
| Blason de Mathay | Blason  | De gueules à la sirène d’argent, couronnée et chevelée d’or, se peignant de la senestre et se regardant dans un miroir aussi d’argent, cerclé et emmanché aussi d’or, quelle tient de sa dextre. |
| Blason de Mathay | Détails | Le statut officiel du blason reste à déterminer. |